# Steam
Steam — сервіс компанії Valve, відомого розробника відеоігор, який надає послуги цифрової дистрибуції, багатокористувацьких ігор і спілкування гравців. Steam використовується також для отримання автоматичних оновлень і новин, як для продуктів самої Valve, так і сторонніх розробників, серед яких є Activision, Codemasters, Eidos Interactive, Epic Games, GSC Game World, id Software, Sega, THQ, Atari, Rockstar Games, Ubisoft, NCSoft та багато інших. Крім відеоігор, сервіс пропонує інструменти для розробників ігор, музику, фільми та геймерське обладнання.
Через Steam поширюється понад 50 тис. товарів. У квітні 2019 року кількість акаунтів сервісу досягла 1 млрд. Щодня сервісом у середньому користуються 17 млн людей.

## Можливості

### Основні
Основна послуга Steam — це продаж відеоігор, завантаження яких вимагає спеціального додатка на комп'ютері, Steam-клієнта. Крім того, сервіс поширює програми для створення відеоігор і пов'язаних робіт (обробка фото, відео, звуку), обладнання, відео, а також новини відеоігрової індустрії та самого Steam.
Steam виступає в ролі технічного засобу захисту авторських прав (DRM). Оскільки він дозволяє завантажувати ігри безпосередньо з серверів Valve, усувається необхідність у видавцеві — проміжній ланці між розробником і споживачем. Розробник отримує можливість оперативніше реагувати на потреби ігрового співтовариства (наприклад, шляхом випуску безкоштовних доповнень на зразок Half-Life 2: Lost Coast) і здійснювати повний контроль над розповсюдженням самих ігор, оскільки навіть коробкові версії Steam-ігор вимагають обов'язкової активації через Інтернет. Також Steam дозволяє власникам Інтернет-клубів укласти договір на використання системи CyberCafe, що дозволяє користуватися будь-якими Steam-іграми за певну щомісячну абонентську плату.
Крім того, Steam має функції соціальної мережі, дозволяє користувачам спілкуватися, створювати спільноти за інтересами, організовувати діяльність із розробки власних ігор, демонструвати свої досягнення в іграх.

### Крамниця

#### Купівля
Замість придбання коробок з іграми, дисків, CD-ключів, користувач Steam отримує можливість завантажувати куплені ігри зі Steam-серверів у будь-якому місці, де можливе використання Steam-клієнта. Ігри можуть бути придбані як окремо, так і у складі «пакетів» з декількох ігор, що коштує дешевше, ніж загальна вартість ігор окремо, іноді навіть у декілька разів. Існують безкоштовні товари, а періодично відбуваються сезони знижок, коли ціни падають від 10 до 100 %. Традиційно вони відбуваються щотижня, нерідко присвячуючись іграм конкретного жанру або виробника. Влітку і взимку знижки набувають особливо великих масштабів. Якщо гра створена для різних операційних систем, після єдиного придбання вона стає доступною для завантаження й запуску на всіх них завдяки службі SteamPlay.
Кожен користувач Steam має «гаманець», куди перераховує гроші. Всі купівлі здійснюються з робочого столу Steam-клієнта, а дані передаються через зашифроване з'єднання. Для забезпечення більшої безпеки платіжна інформація не зберігається, тому щоразу її необхідно вводити заново.
Підтримуються такі платіжні опції: кредитні картки (Visa, MasterCard, AMEX, Discover, JCB), дебетові картки з логотипом Visa або Mastercard, PayPal, WebMoney, ClickandBuy, Bitcoin, прямий банківський переказ через Visa Electron. Дебетові картки Maestro, що популярні в Європі, безпосередньо не підтримуються, але можуть бути використані при платежі через PayPal. При купівлі на електронну пошту висилається квитанція, яку користувач за бажання може додатково роздрукувати, як чек у магазині дисків.
Гравці можуть повернути ігри, які їм не сподобалися, отримавши витрачені гроші назад, але тільки впродовж двох тижнів і за умови, що час гри не перевищив 2 години. Це ж стосується і внутрішньоігрових покупок і обладнання, але з іншими строками.

#### Активація
DRM-функціональність служби Steam призначалася для боротьби з піратством і дійсно допомогла в цьому, хоч і не до такого ступеня, як розраховувалося. Такі переваги як доступ до оновлень і офіційних ігрових серверів Steam виявилися достатньо вагомими аргументами на користь ліцензійних версій ігор. Steam показав переваги власної боротьби з піратством (захисту від копіювання), тож засоби на кшталт SECUROM, які вимагали для гри наявності диска в дисководі, були врешті-решт цілком видалені зі Steam.
Проте така система має ряд серйозних недоліків:
1. Для установки гри потрібне підключення до Інтернету і обов'язкове завантаження чи оновлення продукту до 100 %. Інакше запустити гру неможливо. Таким чином, користувачі, що мають низькошвидкісне модемне або дороге (при оплаті по трафіку) підключення до Інтернету, не можуть викачати оновлення і пограти, навіть якщо у них є ліцензійна коробкова версія Steam-гри. Разом із тим є можливість обмінюватися файлами оновлень гри (GCF) з іншими користувачами, які вже оновили гру.
2. Неможливість активувати гру або викачати для неї оновлення при завантаженості серверів Steam. Саме зважаючи на ці недоліки і були створені піратські no-Steam версії найпопулярніших ігор, як-от Counter-Strike: Source, в яких лише використовуються дані ліцензійної Steam-гри. Перевагою таких версій є те, що ігри можна запустити відразу без потреби оновлення чи наявності акаунту Steam. Проте саме активація викликала найбільше нарікань у користувачів Steam. Це вузьке місце в системі розповсюдження ігор Valve — наприклад, у день виходу Half-Life 2 сервери активації Steam виявилися перевантаженими, не зважаючи на всі зусилля і заяви Valve (зокрема, оголошене Valve задовго до виходу гри попереднє завантаження некоробкової версії), і багато покупців були змушені змарнувати багато часу, чекаючи стійкого зв'язку з серверами і розшифровки файлів гри.

### Бібліотека

Бібліотека ігор Steam четвертої версії в компактному вигляді.

#### Колекція
Всі коли-небудь придбані ігри або інші продукти вносяться до бібліотеки. Користувачеві не обов'язково завантажувати їх усі на комп'ютер, після оплати покупки Steam пропонує вибір: завантажити продукт чи відкласти це на потім. Таким чином, навіть якщо на комп'ютері недостатньо місця, або з якоїсь причини немає змоги виконати установку, гроші не буде змарновано. Є можливість налаштувати вигляд колекції за списком або мініатюрами обкладинок із різним ступенем додаткової інформації.

#### Оновлення і автономний режим
При запуску клієнт Steam перевіряє наявність оновлень для самого себе і всіх встановлених на комп'ютері ігор. Якщо Steam почав завантаження оновлень, гра стає недоступною до закінчення їх завантаження. Для мережевих ігор оновлення є обов'язковими; що стосується одиночних ігор, то Steam надає автономний режим, в якому можна грати в Steam-ігри без підключення до Інтернету і завантаження обов'язкових оновлень. Steam може увійти до автономного режиму і при підключеному Інтернеті, але при кожному запуску в автономному режимі весь час питає, чи хоче користувач перейти в мережевий режим, що вельми незручно, особливо для автозапуску. Більш того, в автономному режимі не можна грати в ігри, оновлення яких не дійшло до кінця.
Хоча на дисках з Steam-іграми є нагадування про необхідність підключення до Інтернету для установки гри, в ньому нічого не говориться про те, що після установки потрібно завантажити оновлення, що накопичилися з часу випуску дисків. Це послужило причиною для критики Steam, в першу чергу з боку тих гравців, чиє з'єднання з Інтернетом або дуже повільне, або дуже дороге (при оплаті трафіку).

#### Мережеві ігри
До обов'язків частини Steam, відповідальної за ігри через Інтернет, входить отримання списку серверів, перевірка версій клієнта і сервера для забезпечення їх сумісності, а також надання серверу відомостей про обліковий запис Steam і блокування облікових записів, викритих у нечесній грі службою Valve Anti-Cheat, доступу до всіх мережевим Steam-ігор, що підтримує технологію VAC. Також Steam блокує доступ до Steam-серверів користувачам, які не мають облікового запису Steam (No-Steam версії ігор) або на облікового запису яких немає купленої гри, що є ще одним компонентом захисту DRM. Цей компонент не можуть обходити зламані версії Steam, оскільки це вимагає злому або обходу серверів автентифікації Valve.

#### Match Making
Ця функція з'явилася з виходом Left 4 Dead. Суть її полягає в тому, що гравці підключаються не відразу до сервера, а спочатку до створеного одним із гравців лобі. Лідер лобі може вибирати параметри гри (карта, рівень складності і т. д.), «виганяти» кого-небудь із підключених, зробити доступ до лобі тільки для друзів або за запрошеннями. Після того як необхідний склад гравців набраний, лідер лобі запускає пошук сервера. Steam вибирає порожній сервер, на якому встановлює необхідні настройки і підключає до нього гравців із лобі.

#### Steam Cloud
Ця функція дозволяє зберігати ігрові дані (такі, як особисті конфігурації, настройки клавіатури, миші, файли збережень) на серверах Valve замість ПК. Функція особливо корисна тим, хто використовує свої Steam-ігри на декількох комп'ютерах.

### Спільнота

#### Спільноти користувачів
Від 12 вересня 2007 року існує функція «Спільнота Steam» (Steam Community), покликана полегшити спілкування між користувачами сервісу. «Спільнота Steam» дозволяє об'єднуватися у спільноти за інтересами, звані групами. Там відбувається обговорення ігор, організація заходів, виставлення оголошень. На основі вподобань чи місцезнаходження користувачам сервісу також пропонується вступити до найбільш активних груп. У кожній спільноті є чат, кількість осіб у якій відображається на сторінці спільноти. Певною комбінацією клавіш (за умовчанням Shift+Tab) відкривається «оверлей» (overlay, дослівно «накладка») — інтерфейс «Спільноти Steam» поверх зображення гри.
Кожен продукт від початку має свою окрему спільноту, до якої приєднується покупець чи просто зацікавлений. В ній гравці мають змогу вести обговорення, виставляти на огляд свої творчі роботи, скриншоти, транслювати процес гри, писати відгуки. У таких спільнотах розробники публікують новини, звернення до загалу. Ринок спільноти дозволяє продавати і купувати внутрішньоігрові предмети, купони на знижки. Крім того, наявний розділ модифікації ігор, званий «Майстернею».
Особливий розділ спільноти Steam Direct дозволяє голосувати за продукти, які в майбутньому стануть доступними в Steam. Розробники відеоігор можуть надсилати свої роботи і виставляти їх на голосування.

#### Багатомовність
Steam доступний 26 мовами, серед яких: англійська, українська, нідерландська, данська, італійська, іспанська, корейська, німецька, норвезька, польська, португальська, російська, тайська, традиційна китайська, спрощена китайська, фінська, турецька, французька, шведська та японська. У бета-версії також доступна в'єтнамська мова.
Переклад Steam іншими мовами здійснюють переважно волонтери на Steam Translation Server.
Українська мова була додана у Steam 25 липня 2013 року і станом на липень 2017 року українською перекладено 99 % усіх доступних текстів Steam та ігор від Valve. Утім, не все перекладене українською випущено офіційно, оскільки свої старі ігри (Half-Life, Portal, Left 4 Dead) компанія практично не підтримує, то повноцінна локалізація до них додана не була.
Станом на 2021 рік у крамниці Steam наявно понад 300 ігор з українською локалізацією.
Протягом липня 2023 року, на платформі продажу Steam популярність української мови зросла та випередила 10 європейських мов. Наразі українська — мова складає лише 0,62 % користувачів Steam, але втім, вона вже обійшла 10 європейських мов: чеську, угорську, нідерландську, шведську, данську, фінську, румунську, норвезьку, грецьку та болгарську. Відповідно, українська у Steam наблизилася до італійської мови, яку встановили 0,65 % користувачів.

### Особиста сторінка
Всі користувачі сервісу мають власну сторінку, на якій розміщують дані про себе, переглядають новини друзів і груп. Сторінки мають елементи відеогри, як-от рівні користувача. Кожна куплена відеогра впродовж грання дає картки, збір яких підвищує рівень. Крім того його підвищує виконання базових дій, як-от перша покупка, перше опублікування скриншоту, коментар і т. д. Виконавши низку «завдань» з освоєння у сервісі та збираючи комплекти карток, користувач додатково здобуває значки, які є предметом колекціонування.
Збираючи картки, гравець добуває додаткові матеріали для свого профілю, як-от оформлення, смайли для чату, а також купони на знижки. Все це складається до так званого інвентарю. Самі ігри мають систему досягнень, які спонукають повертатися до гри аби здобути їх. Вони дають стимул до змагання між гравцями у їх зборі, але не приносять фінансової вигоди або внутрішньоігрової винагороди.
Статус кожного учасника відображається на його сторіночці: В мережі, Немає на місці, Не турбувати, Бажає грати, Бажає обмінятись, Поза мережею, В грі (з вказівкою назви гри). Також на особистій сторінці відображається статистика часу гри за останні два тижні, окремо для кожної гри. Час, проведений за не пов'язаною зі Steam грою, в статистиці не показується.

## Історія

Інтерфейс Steam першої версії.

### 2000-2009
Сервісу Steam передував WON, створений Sierra Games для забезпечення онлайн-гри. Окрім інших, він підтримував і деякі ігри, розроблені Valve. Історія Steam зумовлена успіхом ігор Team Fortress Classic і Counter-Strike в 1999 році. Ще до виходу фінальних версій вони стали одними з найпопулярніших багатокористувацьких ігор. У той час популярність ігор досягала максимум 2—3 тисяч активних гравців. Кількість гравців Team Fortress Classic і Counter-Strike через пару років зросла у кілька разів. В результаті Valve розпочала перегляд традиційних методів організації онлайн-ігор. Необхідно було вирішити проблеми і в світлі подальшого напливу гравців. В основному це стосувалося автоматичного оновлення, вдосконалення античит-системи.
Коли розробники працювали над такою системою, до них прийшла ідея використовувати її також для продажу ігор. Реалізація даної ідеї виявилася надто дорогою, тому в Valve шукали співпраці з різними компаніями, як-от Amazon, Yahoo і Cisco, пропонуючи даний підхід, але не отримали більших відгуків, ніж обіцянки. Зрештою, у 2001 році Valve придбала WON у Flipside. Почалося бета-тестування майбутнього сервісу онлайн-гри і цифрової дистрибуції, що існував паралельно до WON. Steam вперше був представлений громадськості на Game Developers Conference 22 березня 2002 року.
Активне використання Steam почалося під час бета-тестування Counter-Strike 1.4. Установка Steam була обов'язковою для бета-тестерів CS 1.4, але була лише додатковим компонентом для фінальної версії. У Steam 2.0 був дещо змінений інтерфейс і з'явилася інтегрована система миттєвого обміну повідомленнями з друзями.
Наприкінці 2003 року Valve оголосила про свої плани щодо закриття WON і обов'язкової установки Steam для користування онлайн-режимами ігор Valve. Це викликало гнів багатьох гравців, які потім створили WON2 як заміну. Зрештою 26 липня 2004 року World Opponent Network була закрита і цілком замінена на Steam.
У вересні 2004 року стало відомо про суд Vivendi Games з Valve. Компанія стверджувала, що поширення майбутньої Half-Life 2 через Steam порушуватиме видавничий контракт. Vivendi програла справу, і їй було заборонено продовжувати ліцензування ігор Valve для Інтернет-кафе. Пізніше контракт між цими двома компаніями був розірваний, і Valve обрали Electronic Arts як нового роздрібного видавця У листопаді 2004 року Valve випустила Half-Life 2 як першу однокористувацьку гру, що вимагає Steam-клієнта в обов'язковому порядку. Під кінець 2005 року, 14 грудня, в Steam вперше з'явилася гра сторонніх розробників: Rag Doll Kung Fu.

Стандартний інтерфейс Steam третьої версії.

У серпні 2006 року почався перехід до Steam 3.0. Спочатку був змінений дизайн офіційного сайту, а потім, у грудні, значно перероблений і зовнішній вигляд програми-клієнта. Тони оформлення програми були змінені з сіро-зеленого на темно-сірий. Також було змінено формат скінів, в результаті скіни для старої версії 2.0 перестали працювати. Наступний крок було зроблено в серпні 2007 року — представлено першу бета-версію Steam Community, реліз якої відбувся у вересні.
На початку 2008 року Valve зробили платформу Steam більш відкритою, випустивши Steamworks. Цей пакунок надав розробникам і видавцям функціональність Steam (або його частин) безкоштовно. Це стосувалося перш за все статистики та DRM-функцій. Метою цього кроку було зміцнити ринок відеоігор і активніше поширювати використання Steam. Перша гра, що використовує ці можливості, з'явилася в середині лютого. Це була музична аркада Audiosurf. Вона розповсюджувалася через Steam і використовувала Steamworks для інтеграції зі Steam Community і системою досягнень.
4 жовтня 2008 року через Steam стали доступні перші п'ять модифікацій (модів) для ігор на рушієві Valve Source (раніше всі модифікації необхідно було завантажувати і встановлювати вручну). А на початку лютого 2009 до них додалося ще 2 моди. 16 березня 2009 року в SteamWorks була реалізована нова функція для розробників ігор під назвою Downloadable Content (DLC). Це дозволило розробникам публікувати додатковий внутрішньоігровий контент за невеликими цінами (близько 1—15 $), що, по суті, є аналогом мікротранзакцій. Першими іграми з підтримкою DLC стали The Maw і Far Cry 2.
Наприкінці 2009 року був незначно змінено дизайн офіційного сайту — замість темно-жовтих з'явилися блакитні тони, а також з'явилася можливість онлайн-покупки ігор через сайт Steam без використання програми-клієнта Steam. Одночасно Valve почала розробку четвертої версії Steam з абсолютно новим оформленням.

### 2010-2019
Наприкінці лютого 2010 року вийшла бета-версія нового Steam-клієнта, в якому були значно перероблені всі інтерфейсні меню. Одночасно для бета-користувачів був сильно змінений дизайн офіційного сайту. Майже повністю був перероблений дизайн оболонки Steam, а також внутрішньоігрового оверлею. Зокрема замість трьох стандартних списків «Ігри», «Трейлери» і «Інструменти» з'явилося нове меню «Бібліотека», до якого, крім цих 3 підрозділів, додався новий підрозділ — «Завантаження.» При цьому стало доступно 3 варіанти відображення ігор — список із докладною інформацією і тлом, великий список з оновленими іконками і сітка з іконками великого розміру. Компактний вигляд перестав підтримуватися. Крім цього, було виправлено багато помилок, вбудований браузер став використовувати рушій WebKit замість Trident, доступного тільки для Windows. Це в рази збільшило продуктивність і безпеку роботи, а також дало можливість портування на інші платформи. Формат скінів для четвертої версії також зазнав змін, що зробило неробочими скіни версії 3.0. У березні 2010 року на офіційних сайтах Valve з'явилася інформація про майбутнє перенесення Steam і всіх Source-ігор на Mac OS X.
28 квітня 2010 року, Valve реалізувала стабільну версію Steam четвертого покоління. Також було виконано оновлення дизайну Спільноти Steam і головної вебсторінки Steam для всіх користувачів. У релізній версії було відновлено можливість згортання меню «Бібліотека» до компактного вигляду, при цьому старі дрібноформатні іконки були замінені новими барвистими в об'ємному стилі. Це оновлення стало найзначнішим із моменту запуску Steam у 2003 році. Дана версія Steam викликала неоднозначні відгуки з боку спільноти. З одного боку, інтерфейс став більш інтуїтивним, логічним, сучасним і барвистим. З іншого — виникло багато огріхів, а також проблеми зі швидкодією на слабких платформах, що було виправлено в оновленні.
У лютому 2011 року аналітична компанія Forecasting and Analyzing Digital Entertainment повідомила, що Steam в минулому році принесла видавцям і розробкам у цілому $970 млн, причому на грудень випало $ 213 млн. У вересні 2011 ігри сервісу стали доступнішими в країнах СНД. Ціни було знижено майже вдвічі.
На початку 2012 року вийшла мобільна версія Steam для платформ iOS и Android. На кінець 2012 року в Steam було зареєстровано понад 50 млн користувачів, з них 5 млн — активних гравців. Стартувало бета-тестування сервісу Steam для Linux. У вересні з'явилася довгоочікувана гравцями можливість зміни папки установки ігор. Тоді ж Valve запустила сервіс Steam Greenlight, завдяки якому розробники могли представляти свої творіння на розгляд користувачів, щоб отримати їхню згоду на публікацію свого проєкту в Steam.

Головне вікно клієнта Steam для Windows — розділ новинок

На січень 2013 року, глава Valve Гейб Ньюелл підтвердив чутки про те, що компанія розробляє свій аналог гральних консолей, названий Steam Box. Він же анонсував, що Steam ставатиме все більш відкритим, дозволяючи користувачеві управляти пропозиціями. У квітні 2013 в каталог ігор була додана MMO-гра Darkfall Unholy Wars, яка стала першою грою в Steam, що вимагає щомісячної підписки.
Станом на вересень 2014 року, сервісом користувалися 25 млн чоловік і продавалося 3700 продуктів. Для орієнтування в магазині було введено нову систему пошуку і фільтрації. На головній сторінці з'явився блок персональних рекомендацій, заснованих на іграх, в які користувач грав раніше. Можна було вказати, що гра бажана до покупки, або що вона не цікава і новин про неї не потрібно. Значним нововведенням стали куратори. У ролі кураторів, які публікують відгуки та рекомендації змогли виступати як окремі користувачі, так і групи. Підписавшись на вподобаних кураторів, гравці полегшили собі пошук цікавих товарів. Але вже наступного дня було вирішено обмежити систему, щоб її не використовували для самопросування.
У листопаді 2016 року, спільнотою Steam було засновано власну нагороду для відеоігор The Steam Awards. Вона передбачає 8 категорій і додатково можливість користувачам сервісу запропонувати власні. Голосування відбувається всіма охочими, зареєстрованими в Steam. Ще до завершення 2016 року сервісом Steam Spy, який збирає статистику, було оголошено, що цей рік став рекордним за кількістю нових товарів. На кінець листопада з січня було додано 4207 відеоігор, що складає 40 % від загальної кількості. Для порівняння, в 2016 до Steam додалися 2964 гри, в 2014—1772, а в 2013—565. Проте Steam і надалі зазнає критики за те, що багато ігор — це твори низької якості, створені за готовими шаблонами. Оновлення Discovery Update 2.0 додало в Steam більше посилань швидкого доступу до різних функцій: відмічання товарів як цікавих чи нецікавих, відображення інтересів друзів. Steam отримав «нову логіку», яка дозволяє підібрати рекомендації на основі того, скільки і у що грає користувач, або що рекомендують його друзі. Сервіс став давати більше інформації при пошуку ігор, доступніше повідомляти про знижки, оновлення ігор.
У червні 2017 року, Valve сервіс Steam Greenlight було замінено на Steam Direct, покликаний зменшити кількість неякісних відеоігор. Крім певних документів, він вимагає грошового внеску від $100 до $5 000 для публікації свого проєкту компанією чи окремою особою.
У 2017 році, Apple припинила підтримку 32-розрядних програм у macOS 10.13 High Sierra. У результаті цього, багато ігор Steam стали несумісними з macOS. Відповідне рішення Valve зробило багато ігор неможливими для користувачів з операційною системою macOS.
Функція SteamPlay, що дозволяла грати в ті самі ігри на різних платформах, отримала подальший розвиток у 2018 році. 22 серпня почався бета-тест інтегрованої у клієнт підтримки Windows-ігор на Linux без додаткових засобів на кшталт Wine. Відтепер у Steam було реалізовано перетворення команд DirectX 11 і 12 в команди Vulkan. Початково офіційно підтримується 27 ігор, але користувачам дозволяється запускати на Linux і інші ігри.
11 вересня 2018 року, Valve змінили політику щодо ігор з еротичним та порнографічним вмістом. Відтепер у Steam стали доступні незацензурені версії таких ігор. Першою такого роду було опубліковано візуальний роман Negligee: Love Stories. Поширюються подібні ігри з використанням фільтра, котрий обмежує доступ до них неповнолітніх.
З 1 січня 2019 року, у Steam припинилася підтримка ПК з Windows XP і Windows Vista. Влітку, 12 липня, було запущено «Лабораторію Steam», де користувачі можуть спробувати експериментальні функції. Першими з них стали мікротрейлери — 6-исекундні трейлери ігор, інтерактивний радник, що пропонує ігри на основі бібліотеки користувача, і автовиставка — автоматичний, щоденний, півгодинний показ ігор Steam.
31 жовтня 2019 року було впроваджено новий дизайн бібліотеки придбаних ігор. З ним гравець легше отримує основну інформацію про ігри та може збирати їх у колекції. Сторінки придбаних ігор тепер мають налаштовувані фони та логотипи. На них зібрано відомості про проведений у грі час, здобуті досягнення, картки, написані відгуки, наведено скріншоти. Рідкісні досягнення (наявні у до 10 % гравців і менше) з цим оновленням стали позначені сяйвом. Звідти ж можна перейти на інші розділи Steam, присвячені конкретній грі, як-от обговорення чи сторінка в крамниці. В листопаді Valve видалили зі Steam понад 1000 ігор, які визнали низькоякісними.

### 2020-до т.ч.
9 лютого 2021 року, для користувачів із Китаю було запущено окрему версію сервісу, створену Valve спільно з Perfect World. На момент випуску там було доступно 40 ігор, які відповідають вимогам китайської цензури. В червні 2021 року розробники отримали змогу кооперуватися між собою, щоб спільно створювати добірки ігор.
У жовтні 2021 року, згідно з оновленими правилами, зі Steam було усунено ігри, що використовують криптовалюти або блокчейн.
З 1 березня 2022 року, у відповідь на російське вторгнення в Україну в лютому 2022 року, Steam припинив приймати оплату через російські банки.
8 квітня 2023 року, Valve оголосила в заяві щодо ігрової платформи Steam, що з 1 вересня 2023 року, після припинення підтримки операційних систем Windows 7 і 8, тепер вона припинить підтримку деяких ОС корпорації Apple Inc., а саме macOS 10.11 El Capitan і macOS 10.12 Sierra. Valve пояснила, що за цим рішенням стоїть той факт, що основні функції Steam використовують вбудовану версію Chrome, яка не працюватиме на цих застарілих операційних системах. Це рішення означає, що майбутні версії Steam потребуватимуть лише функцій macOS і оновлень безпеки, доступних у macOS 10.13 і вище.
Червневе оновлення 2023 року змінило оформлення й додало функцію обирання вікон з оверлею, які з'являються на екрані під час гри.
Від серпня 2023 року спостерігається стабільне зростання трафіку Steam, ймовірно, через величезну популярність Baldur's Gate III. Станом на 7 січня 2023 року було встановлено попередній рекорд трафіку Steam, адже до сервісу приєдналися 33 675 229 осіб. Вже через два місяці, 2 березня 2023 року, сервіси Valve зафіксували новий рекорд відвідуваності Steam за кількістю одночасних користувачів — 34 298 950.
На початку листопада 2024 року Steam додав власний інструмент запису ігор на відео з використанням відеокарт NVIDIA та AMD, де це можливо. Запис можливий для всіх ігор, які підтримують оверлей Steam.
Протягом 2024 року сервіс продовжував працювати на старих операційних системах. Однак тепер, з випуском нового оновлення Steam, в описі зазначено, що ця версія клієнта більше не працюватиме на Windows 7 та Windows 8. Користувачі цих операційних систем не будуть автоматично оновлені до нової версії клієнта, тому зможуть продовжувати користуватися програмою, але без можливості отримувати нові оновлення. Крім того, компанія Valve також припинила підтримку комп'ютерів на базі macOS 10.13 та 10.14.

## Конфіденційність
На початку 2025 року, згідно повідомлення товариства XDA Developers, у сервісі Steam міг статися найбільший витік даних: хакери вкрали інформацію про 89 млн користувачів. Відповідно, в мережі з'явилися оголошення про продаж БД користувачів Steam з одноразовими кодами доступу. Витік міг статися внаслідок компрометації з боку компанії, яка займається хмарними комунікаційними рішеннями, зокрема розробкою API для надсилання SMS та кодів двофакторної автентифікації.

## Збої в роботі

### 2024
19 грудня, за посиланням на Downdetector, ігровий сервіс Steam перестав працювати в країнах по всьому світу. Збої в його роботі дійшли й до України. Користувачі з різних країн почали стикатися з проблемами під час входу у свої акаунти на сайті та в застосунку. Збій зафіксовано близько 20:00, одразу після початку зимового розпродажу, який відкрили на цифровому майданчику.

## Рекламні акції
- Гостьові перепустки (англ. Guest passes): час від часу, гравцям, що володіють якою-небудь багатокористувацькою грою, видається гостьове запрошення, яке можна відіслати другу. Той, активувавши дане запрошення, зможе протягом декількох днів грати в повну версію гри.
- Безкоштовні вихідні (англ. Free Weekend): аналогічно гостьовим перепусткам, але гра стає доступною для всіх охочих на певний проміжок часу (зазвичай декілька днів; в суботу та неділю). Так само, як і у разі гостьових перепусток, гравець може користуватися повною версією гри аж до закінчення вихідних.
- Божевільні будні (англ. Midweek Madness): щосереди Steam пропонує істотну знижку на одну або кілька ігор. Як правило знижка становить 50 — 66 %.
- Пропозиція дня (англ. Daily Deal): певного дня вибирається гра, на яку надається знижка. Може бути одночасно з божевільними буднями.
- Тиждень видавця: періодично в Steam цілий тиждень надаються значні знижки на ігри якогось одного певного видавця (Ubisoft, EA тощо).
- Спільні акції з виробниками обладнання для ПК: Steam веде облік апаратного забезпечення в комп'ютері. Це може використовуватися з різними цілями, одна з яких дає можливість виробникам апаратного забезпечення провести рекламну акцію для своїх клієнтів. Як ATI, так і nVidia використовують цю можливість: власники відеокарт ATI Radeon безкоштовно отримують Half-Life 2: Lost Coast і Half-Life 2: Deathmatch, тоді як власники відеокарт nVidia GeForce отримують Portal: First Slice (демонстраційна версія Portal), Half-Life 2: Deathmatch, Peggle Extreme і Half-Life 2: Lost Coast.

Також компанія ATI проводила акцію: у коробки з відеокартами серії Radeon HD2xxx вкладалися купони на активацію трьох ігор Valve: Team Fortress 2, Portal, Half-Life 2: Episode Two. На той момент ігри ще не були випущені, але купон дозволяв легально викачати ці ігри через Steam після їх виходу.
Обидві компанії (ATI та nVidia) тепер поширюють дистрибутив Steam разом із драйверами для своїх відеокарт.

## Формати зберігання Steam-ігор
Файли ігор зберігаються в теці Steam\SteamApps. Існує два формати: GCF і NCF. GCF використовується переважно для ігор Valve, тоді як у форматі NCF розповсюджуються більшість сторонніх ігор.

### Файли кешу Steam-ігор (GCF)
Steam використовує для розміщення ігрових файлів подобу віртуальної файлової системи Game Cache Files. Ці файли розташовані в теці SteamApps на пристрої. Завдяки такому підходу якщо гра працює некоректно, можна перевірити й виправити її без повного перевстановлення. Передбачена можливість створити резервну копію файлів гри.

### Файли Steam-ігор, що не містять кешу (NCF)
Файли NCF (No-Cache File) не містять ігрового кешу, на відміну від формату GCF. Всі файли гри знаходяться в теці steamapps/common/назва гри, а усередині файлу NCF міститься тільки список цих файлів і інформація про їх розмір. Самі файли NCF розташовані в теці SteamApps разом з GCF-файлами. Ігри, засновані на ncf-файлах, позбавлені недоліків ігор на основі файлів gcf — всі файли містяться тільки в одній стандартній теці і піддаються модифікації. Проте, оновлення і пошук пошкоджених файлів у таких іграх проходить складніше і довше, ніж у файлах ігрового кешу. NCF файли також можна відкрити з допомогою GCFScape [Архівовано 9 листопада 2013 у Wayback Machine.].

## Мережеві ігри
У обов'язки частини Steam, відповідальної за ігри через Інтернет, входить отримання списку серверів, перевірка версій клієнта і сервера для забезпечення їхньої сумісності, надання серверу відомостей про обліковий запис Steam і заборона читерам, забаненим службою VAC (Valve Anti-Cheat), доступу до всіх серверів, захищених VAC. Також Steam блокує доступ до Steam-серверів користувачам, що не мають облікового запису Steam або на обліковому записі яких немає купленої гри, що є ще одним компонентом DRM. Цей компонент не можуть обходити зламані версії Steam.

## Steamworks
28 січня 2008 року Valve випустила Steamworks, набір інструментів для розробників, що дають змогу використовувати в своїх іграх можливості Steam, як-от автооновлення, античит, збір ігрової статистики, забезпечення мультиплеєрних ігор голосовим чатом і доступ до можливостей Steam Community (як-от система досягнень). Перша гра Audiosurf, що використовує ці можливості, була випущена 15 лютого 2008 року.

## Список Steam-ігор Valve
Список не включає ігри сторонніх розробників. Ігри, засновані на оригінальному рушієві Half-Life (GoldSource), були адаптовані для поширення в Steam вже після свого випуску; ігри, що використовують рушій Source, випускалися тільки через Steam (як через Інтернет, так і в коробкових версіях з активацією через Steam).

### Оригінальний рушій (GoldSource)
- Half-Life
- Day of Defeat
- Counter-Strike
- Team Fortress Classic
- Half-Life: Opposing Force
- Half-Life: Blue Shift
- Counter-Strike: Condition Zero

### РушійSource
- Counter-Strike: Source
- Counter-Strike: Global Offensive
- Half-Life 2
- Half-Life 2: Episode One
- Half-Life 2: Episode Two
- Half-Life 2: Episode Three (вихід очікується)
- Half-Life 2: Deathmatch
- Half-Life: Source
- Day of Defeat: Source
- Half-Life 2: Lost Coast
- Half-Life Deathmatch: Source
- Portal
- Portal 2
- Team Fortress 2
- Dota 2
- Left 4 Dead
- Left 4 Dead 2
- Artifact

## Обладнання Steam

Steam Controller

Під маркою Steam випускається низка електронних пристроїв, призначених для відтворення відеоігор та комфортнішого ігрового процесу.
- Steam Link — це пристрій, за допомогою якого можливо транслювати зображення з ПК на телевізор із якістю 1080p за 60 кадрів на секунду. Вимагає лише підключення до телевізора і домашньої мережі, в якій він буде автоматично виявлений будь-яким комп'ютером, зі встановленим на ньому Steam. Практично будь-яка гра, що запускається на комп'ютері, може бути відтворена на телевізорі за допомогою цього пристрою[65].
- Steam Controller — геймпад, особливістю якого є дві сенсорні панелі та можливість підключення до телевізора для гри через Steam Link. Може працювати в провідному і безпровідному вигляді. Для того, щоб гра підтримувала геймпад, її достатньо додати в бібліотеку Steam. Підтримуються також ігри, куплені в інших магазинах, наприклад, Origin[66].
- Steam Machine — серія ігрових комп'ютерів різної конфігурації та відповідно ціни, що позиціонується як альтернатива ігровим консолям. Комп'ютери працюють від управлінням особливої операційної системи SteamOS[67].
- Steam VR — шолом віртуальної реальності для глибшого занурення в ігровий процес. Лише деякі Steam-ігри підтримують Steam VR[68][69].
- Steam Deck — анонсована портативна ігрова консоль (портативний комп'ютер), що працюватиме на SteamOS 3.0 та підтримуватиме ігри зі Steam[70].

## Аудиторія
Станом на квітень 2019 року було підраховано, що за весь час існування Steam у сервісі зареєстровано понад 1 млрд облікових записів. Але тільки 90 млн із них є дійсними активними користувачами. Більшість облікових записів належать ботам, або є альтернативними обліковими записами тих самих людей. Найшвидше зростала аудиторія в Китаї, близько 30 млн активних користувачів проживали саме там.
Десятку найпопулярніших відеоігор складають: Counter-Strike: Global Offensive, PLAYERUNKNOWN'S BATTLEGROUNDS, Grand Theft Auto V, Cyberpunk 2077, Tom Clancy's Rainbow Six Siege, Apex Legends, Rust, Team Fortress 2, ARK: Survival Evolved. Разом із тим 37 % придбаних ігор ніколи не запускалися користувачами Steam.

## Steam в Україні
Сервісом можна користуватися в Україні, а сам він підтримує українську мову та має україномовні спільноти.  З червня 2021-го платформу обкладено податком, а 14 листопада 2017 Steam отримав підтримку української гривні.
Станом на середину 2023 року у Steam доступні для завантаження понад 3 тис. товарів з українською локалізацією, зокрема й від вітчизняних розробників. Щотижня виходить кілька ігор із підтримкою української мови.
Частка українського трафіку в Steam від загальносвітового на листопад 2022 року становила 0,7 %, що складає 7,3 петабайта. Одночасно в іграх беруть участь від 30 до 50 тисяч українських гравців, їхньою найпопулярнішою грою є Dota 2. Доходи з українських геймерів у Steam при цьому складають менше 0,1 % доходів Valve. Це пояснюється тим, що українські користувачі Steam віддають перевагу умовно-безкоштовним іграм і порівняно рідко здійснюють внутрішньоігрові покупки.
Користувачі, що використовують сервіс українською мовою, за підсумками квітня 2024 року склали 0,66 %.

### Ukrainian Games Festival 2022
Фестиваль українських ігор «Ukrainian Games Festival 2022» на Steam, який проходив з 22 по 28 серпня 2022 року, став можливий завдяки ініціативі спільноти українських розробників інді-ігор, втручанню «Межі» та величезній допомозі з боку GTP Media, яка взяла на себе всю організаційну роботу та спілкування зі Steam. В ігровому онлайн-магазині Steam на фестивалі українських ігор «Ukrainian Games Festival 2022» були представлені проєкти таких студій, як GSC Game World, Frogwares, Starni Game, Game-Labs та інші. На жаль, це була не ініціатива Steam і вона не мала прямої підтримки від Valve. Тобто фестиваль не рекламувався на головній сторінці порталу, як деякі регіональні події Steam, а був більше схожий на акцію видавця/куратора, до якого долучилися інші українські розробники. Проте, на фестивалі «Ukrainian Games Festival 2022» було представлено 222 гри, не рахуючи DLC, як від відомих великих студій, так і від маленьких команд та окремих розробників.

### Ukrainian Games Festival 2023
18 серпня 2023 року, у Steam розпочався фестиваль українських ігор «Ukrainian Games Festival 2023». Ініціаторами події виступили Indie Cup та Ukrainian Games. Подія, як і минулого року, присвячена до Дня Незалежності України. У фестивалі «Ukrainian Games Festival 2023», який тривав до 24 серпня 2023 року, взяли участь 337 ігор, 95 з яких ще перебувають на стадії розробки. 77 ігор зі списку мали повноцінні демоверсії, доступні для завантаження. Також у рамках фестивалю в Steam пройшов великий розпродаж, на якому будуть представлені ігри від українських розробників, від культових ААА-проєктів GSC Game World і 4A Games до інді-ігор самостійних незалежних розробників. Всього фестиваль зібрав понад 1,3 мільйона відвідувачів.

### Ukrainian Games Festival 2024
19 серпня 2024 року стартував Ukrainian Games Festival 2024. Подія, яка стала набагато масштабнішою за попередні, тривала до 20:00, 26 серпня 2024 року. На фестивалі було представлено 450 ігор, створених в Україні, що на 100 більше ніж у 2023 році. Також в рамках фестивалю вітчизняні  розробники анонсували 9 нових проєктів, демонструючи зростаючий потенціал ігрової індустрії України. Український фестиваль ігор 2024 року в Steam побив рекорд відвідуваності, залучаючи 1,4 млн користувачів, що можна порівняти з населенням Естонії. Організатори підкреслили, що UGF 2024 став їх наймасштабнішим заходом у Steam за чотири роки проведення. Вони анонсували повернення Ukrainian Games Festival у наступному році та пообіцяли нові ініціативи для українських розробників.